# Чемпионат СССР по боксу 1980
46-й чемпионат СССР по боксу проходил 3 — 11 мая 1980 года в Ростове-на-Дону (РСФСР).

## Медалисты
| Весовая категория                   | Золото                         | Серебро                     | Бронза                                                  |
| ----------------------------------- | ------------------------------ | --------------------------- | ------------------------------------------------------- |
| Первый наилегчайший вес (до 48 кг)  | Шамиль Сабиров Краснодар       | Анатолий Клюев Краснодар    | Виктор Ефремов Якутск Булат Жаманкулов Алма-Ата         |
| Второй наилегчайший вес (до 51 кг)  | Виктор Мирошниченко Донецк     | Алексей Никифоров Кемерово  | Александр Дугаров Москва Александр Михайлов Владивосток |
| Легчайший вес (до 54 кг)            | Самсон Хачатрян Ереван         | Серик Нурказов Караганда    | Владимир Сердюк Херсон Николай Храпцов Тамбов           |
| Полулёгкий вес (до 57 кг)           | Виктор Рыбаков Москва          | Илья Быков Краснодар        | Сергей Заслонов Москва Вячеслав Коликов Подольск        |
| Лёгкий вес (до 60 кг)               | Виктор Демьяненко Алма-Ата     | Владимир Сорокин Оренбург   | Юрий Прохоров Витебск Андрей Сундырцев Омск             |
| Первый полусредний вес (до 63,5 кг) | Серик Конакбаев Джамбул        | Исраел Акопкохян Ереван     | Владимир Золотарёв Минск Олег Козельский Киев           |
| Второй полусредний вес (до 67 кг)   | Пётр Галкин Копейск            | Александр Кошкин Москва     | Валерий Рачков Алма-Ата Валерий Лаптев Чебоксары        |
| Первый средний вес (до 71 кг)       | Геннадий Кургин Раменское      | Хамзат Джабраилов Грозный   | Мурман Тактакишвили Тбилиси Геннадий Румянцев Измаил    |
| Второй средний вес (до 75 кг)       | Виктор Савченко Днепропетровск | Анатолий Коптев Владивосток | Александр Милов Москва Владимир Горбунов Пермь          |
| Полутяжёлый вес (до 81 кг)          | Давид Квачадзе Тбилиси         | Владимир Шин Ташкент        | Иван Новиков Саратов Александр Крупин Кострома          |
| Тяжёлый вес (свыше 81 кг)           | Пётр Заев Москва               | Александр Ягубкин Донецк    | Евгений Горстков Москва Хорен Инджян Ереван             |